# Појана (Дамбовица)
Појана (рум. Poiana) насеље је у Румунији у округу Дамбовица у општини Појана. Oпштина се налази на надморској висини од 126 m.

## Становништво
Према подацима из 2002. године у насељу је живело 3960 становника, од којих су сви румунске националности.

### Хронологија
| Година       | 1992 | 1993 | 1994 | 1995 | 1996 | 1997 | 1998 | 1999 | 2000 | 2001 | 2002 | 2003 | 2004 | 2005 | 2006 | 2007 | 2008 | 2009 | 2010 | 2011 | 2012 | 2013 | 2014 | 2015 | 2016 | 2017 |
| ------------ | ---- | ---- | ---- | ---- | ---- | ---- | ---- | ---- | ---- | ---- | ---- | ---- | ---- | ---- | ---- | ---- | ---- | ---- | ---- | ---- | ---- | ---- | ---- | ---- | ---- | ---- |
| Становништво | 4147 | 4095 | 4066 | 4019 | 3962 | 3902 | 3909 | 3901 | 3857 | 3838 | 3774 | 3753 | 3738 | 3707 | 3717 | 3696 | 3744 | 3730 | 3714 | 3724 | 3719 | 3713 | 3665 | 3634 | 3587 | 3571 |